# Coupe des Pays-Bas de football 2012-2013
Navigation
Édition précédente Édition suivante
La Coupe des Pays-Bas de football 2012-2013, nommée la KNVB beker, est la 95e édition de la Coupe des Pays-Bas. La compétition commence le 21 août 2012 et se termine le 9 mai 2013, date de la finale qui se dispute au Feijenoord Stadion. 92 clubs participent au tournoi.
Le club vainqueur de la coupe est qualifié pour les barrages de la Ligue Europa 2013-2014.
Lors de la finale, l'AZ Alkmaar s'impose face au PSV Eindhoven sur le score de 2-1 et remporte son 4e titre.

## Déroulement de la compétition
Tous les tours se jouent en élimination directe. À chaque tour, un tirage au sort est effectué pour déterminer les adversaires.
Les 18 clubs d'Eredivisie et les 18 clubs d'Eerste Divisie sont qualifiés d'office pour la compétition et sont dispensés du premier tour.
Les clubs qui jouent en Europe ne peuvent pas s'affronter avant les huitièmes de finale.

## Calendrier
| Tour                | Date                                | Équipes participantes |
| ------------------- | ----------------------------------- | --------------------- |
| 1er tour            | 21 et 22 août 2012                  | 56                    |
| 2e tour             | 25, 26 et 27 septembre 2012         | 64                    |
| 3e tour             | 30, 31 octobre et 1er novembre 2012 | 32                    |
| Huitièmes de finale | 18, 19 et 20 décembre 2012          | 16                    |
| Quarts de finale    | 29, 30 et 31 janvier 2013           | 8                     |
| Demi-finale         | 27 février 2013                     | 4                     |
| Finale              | 9 mai 2013                          | 2                     |

## Résultats

### Huitièmes de finale
Les matchs des huitièmes de finale se déroulent les 18, 19 et 20 décembre 2012.
| Date        | Club             | Résultat         | Club                | Lieu                             |
| ----------- | ---------------- | ---------------- | ------------------- | -------------------------------- |
| 18 décembre | FC Dordrecht     | 2 - 4            | AZ Alkmaar          | GN Bouw Stadion (Dordrecht)      |
| 18 décembre | FC Den Bosch     | 1 - 0            | Cambuur Leeuwarden  | Stadion De Vliert (Bois-le-Duc)  |
| 18 décembre | Rijnsburgse Boys | 0 - 4            | PSV Eindhoven       | Sportpark Middelmors (Rijnsburg) |
| 19 décembre | NAC Breda        | 1 - 3            | Heracles Almelo     | Rat Verlegh Stadion (Bréda)      |
| 19 décembre | Go Ahead Eagles  | 2 - 3 a. p.      | PEC Zwolle          | De Adelaarshorst (Deventer)      |
| 19 décembre | Vitesse Arnhem   | 10 - 1           | ADO '20             | Gelredome (Arnhem)               |
| 19 décembre | SC Heerenveen    | 2 - 2 6-7 (pen.) | Feyenoord Rotterdam | Abe Lenstra Stadion (Heerenveen) |
| 20 décembre | FC Groningue     | 0 - 3            | Ajax Amsterdam      | Euroborg (Groningue)             |

### Quarts de finale
Les matchs des quarts de finale se déroulent les 29, 30 et 31 janvier 2013.
| Date       | Club           | Résultat | Club                | Lieu                            |
| ---------- | -------------- | -------- | ------------------- | ------------------------------- |
| 29 janvier | FC Den Bosch   | 0 - 5    | AZ Alkmaar          | Stadion De Vliert (Bois-le-Duc) |
| 30 janvier | PEC Zwolle     | 3 - 2    | Heracles Almelo     | IJsseldeltastadion (Zwolle)     |
| 30 janvier | PSV Eindhoven  | 2 - 1    | Feyenoord Rotterdam | Philips Stadion (Eindhoven)     |
| 31 janvier | Vitesse Arnhem | 0 - 4    | Ajax Amsterdam      | Univé Stadion (Emmen)           |

### Demi-finales
Les matchs des demi-finales se jouent le 27 février 2013.
| Date       | Club           | Résultat | Club          | Lieu                        |
| ---------- | -------------- | -------- | ------------- | --------------------------- |
| 27 février | PEC Zwolle     | 0 - 3    | PSV Eindhoven | IJsseldeltastadion (Zwolle) |
| 27 février | Ajax Amsterdam | 0 - 3    | AZ Alkmaar    | Amsterdam ArenA (Amsterdam) |

### Finale
La finale se joue le 9 mai 2013 au Feijenoord Stadion de Rotterdam.
| 9 mai 2013  | AZ Alkmaar               | 2 - 1   | PSV Eindhoven | Feijenoord Stadion, Rotterdam |                           |
| 18h00 (CET) | Maher 12e · Altidore 14e | (2 - 1) | 31e Locadia   | Arbitrage : Björn Kuipers     | Arbitrage : Björn Kuipers |
| 18h00 (CET) | Rapport                  |         |               | Arbitrage : Björn Kuipers     | Arbitrage : Björn Kuipers |